# Arunachal Pradesh
Arunachal Pradesh (/ˌɑːrəˌnɑːtʃəl prəˈdɛʃ/) là một trong hai mươi chín bang của Ấn Độ. Bang này nằm tại khu vực đông bắc của liên bang, giáp với các bang Assam và Nagaland về phía nam, và có biên giới quốc tế với Bhutan về phía tây (giáp các vùng hành chính Trashigang, Samdrup Jongkhar), với Myanmar về phía đông (giáp bang Kachin) và với Trung Quốc về phía bắc (giáp khu tự trị Tây Tạng). Itanagar là thủ phủ của bang. Hầu hết lãnh thổ bang được chính phủ Tây Tạng nhượng cho Anh theo Điều ước Simla năm 1914. Trung Quốc không công nhận tính hợp pháp của hiệp định này, và yêu sách chủ quyền hầu hết bang này với tên gọi "Tạng Nam". Bang được cho là có tiềm năng lớn về phát triển thủy điện.
Arunachal Pradesh có nghĩa là "vùng đất của các dãy núi thần quang", cũng có biệt danh là "bang hoa lan của Ấn Độ" hay "thiên đường của các nhà thực vật học". Về mặt địa lý, Arunachal Pradesh là bang lớn nhất trong số các bang ở Đông Bắc Ấn Độ – thường được gọi là Bảy bang chị em. Giống như nhiều nơi khác ở Đông Bắc Ấn Độ, cư dân bản địa tại Arunachal Pradesh có nguồn gốc Tạng-Miến thuộc Đại chủng Á. Một lượng lớn người nhập cư đến từ các miền khác của Ấn Độ và ngoại quốc đã và đang tác động đến dân số của bang.

## Lịch sử
Các công cụ thời kỳ đồ đá mới được phát hiện tại Arunachal Pradesh cho thấy rằng con người đã cư trú tại khu vực Himalaya này ít nhất là mười một nghìn năm. Các cư dân sớm nhất tại Bhutan và các khu vực Himalaya lân cận của Nam Á là người đến từ văn minh thung lũng sông Ấn, tiếp theo đó là các dân tộc đến từ Tây Tạng và miền Nam Trung Quốc khoảng 2000 năm trước.
Lịch sử tiền hiện đại của Arunachal Pradesh không rõ ràng, lịch sử truyền khẩu hiện hành của nhiều bộ lạc gốc Tạng-Miến tại địa phương rất phong phú và chỉ ra rõ ràng rằng họ có nguồn gốc từ phía bắc, tại Tây Tạng hiện nay. Từ quan điểm văn hóa vật thể, rõ ràng rằng hầu hết các nhóm người bản địa liên hệ với các bộ lạc vùng núi Myanmar, thực tế này có thể lý giải là do có một nguồn gốc miền bắc Myanmar hoặc khuếch tán văn hóa về phía tây.
Theo chính phủ Arunachal Pradesh, các văn bản Hindu Kalika Purana và Mahabharata đề cập đến khu vực với tên gọi là Dãy núi Prabhu của Puranas, và là nơi nhà hiền triết Parashuram rửa tội, nhà hiền triết Vyasa thiền, Quốc vương Bhishmaka thành lập vương quốc của mình, và Chúa Krishna cưới người vợ Rukmini.
Lịch sử thành văn từ quan điểm bên ngoài chỉ hiện hữu trong các biên niên sử của người Ahom và Sutiya. Người Monpa và Sherdukpen cũng lưu giữ các ghi chép lịch sử về sự hiện diện của các tù bang địa phương tại tây bắc. Bộ phận tây bắc của khu vực này nằm dưới quyền kiểm soát của vương quốc Monyul của người Monpa, vốn hưng thịnh từ năm 500 đến năm 600. Khu vực này sau đó nằm dưới quyền kiểm soát lỏng lẻo của Tây Tạng và Bhutan, đặc biệt là tại các khu vực phía bắc. Các khu vực còn lại của bang, đặc biệt là những nơi giáp với Myanmar, nằm dưới quyền kiểm soát của các Quốc vương Sutiya cho đến cuộc chiến Ahom-Sutiya trong thế kỷ 16. Người Ahom nắm giữ khu vực cho đến khi người Anh thôn tính Ấn Độ vào năm 1858. Tuy nhiên, hầu hết các bộ lạc Arunachal trên thực tế duy trì tự trị mức độ lớn cho đến khi Ấn Độ độc lập và chính thức hóa chính quyền bản địa vào năm 1947.
Các cuộc khai quật gần đây tại các di chỉ đền thờ Ấn Độ giáo như Malinithan từ thế kỷ 14 tại chân đồi Siang tại Tây Siang được xây dựng trong thời gian Sutiya cai trị. Di sản nổi bật khác là Bhismaknagar dẫn tới đề xuất rằng người Idu (Mishmi) có một nền văn hóa và quản trị tiến bộ trong thời kỳ tiền sử. Tuy nhiên, không có bằng chứng liên kết trực tiếp Bhismaknagar với điều này hay bất kỳ văn hóa nào khác được biết đến, song các quân chủ Sutiya cai quản khu vực quanh Bhismaknagar từ thế kỷ 12 đến thế kỷ 16. Di sản thứ ba là Tu viện Tawang có niên đại 400 năm tại cực tây-bắc của bang, cung cấp một số bằng chứng lịch sử của dân chúng bộ lạc Phật giáo. Đạt Lai Lạt Ma thứ 6 là Tsangyang Gyatso sinh tại Tawang.

### Vẽ đường McMahon

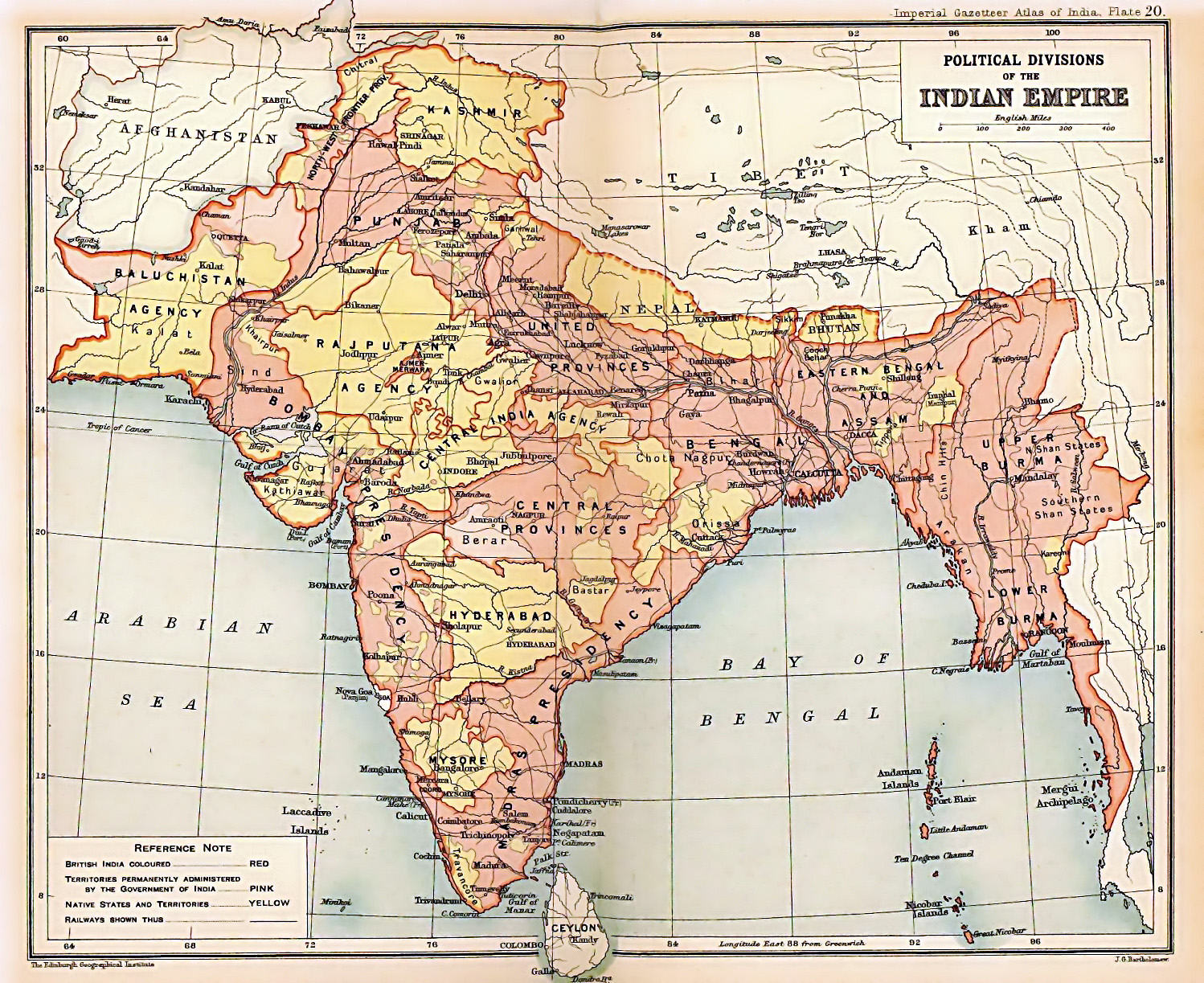
Bản đồ của Anh phát hành năm 1909 thể hiện biên giới truyền thống Ấn-Tạng

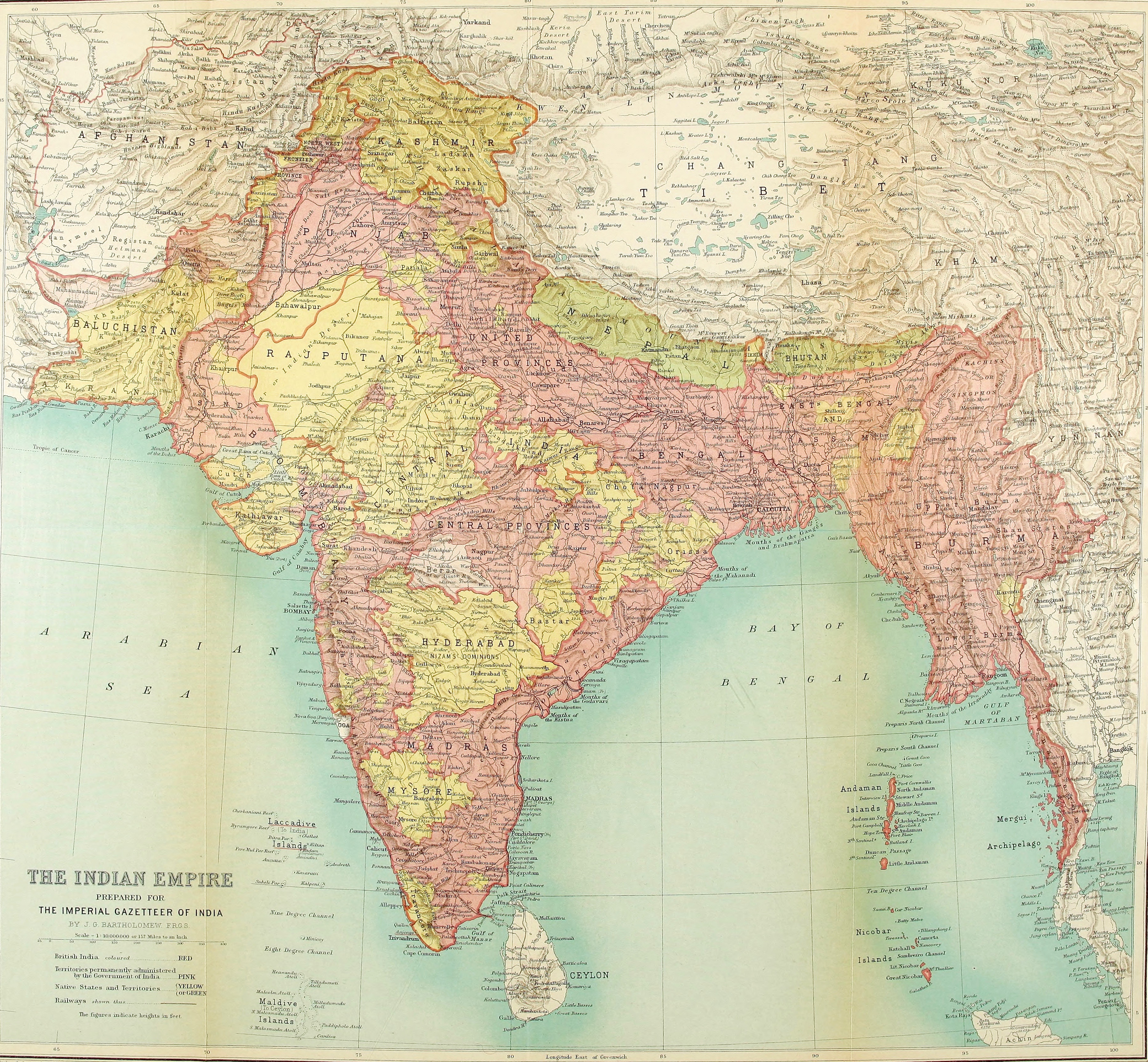
Bản đồ của Anh phát hành năm 1922 thể hiện biên giới Ấn-Bhutan-Tạng khác với bản đồ năm 1909.

Năm 1913–1914, các đại biểu của Trung Quốc, Tây Tạng và Anh họp tại Ấn Độ kết thúc bằng Điều ước Simla. Tuy nhiên, các đại biểu Trung Quốc cự tuyệt đàm phán về lãnh thổ. Mục đích của hiệp định này là xác định biên giới giữa Nội Tạng và Ngoại Tạng, cũng như giữa Ngoại Tạng và Ấn Độ thuộc Anh. Nhà cầm quyền người Anh là Henry McMahon thảo ra một đường McMahon dài 550 dặm (890 km) làm biên giới giữa Ấn Độ thuộc Anh và Ngoại Tạng trong hội nghị Simla. Các đại biểu của Tây Tạng và Anh tại hội nghị đồng ý đường này và Tây Tạng nhượng Tawang và các khu vực khác của mình cho Đế quốc Anh. Đại biểu của Trung Quốc từ chối chấp thuận thỏa thuận và rút khỏi hội nghị. Chính phủ Tây Tạng và Chính phủ Anh tiến tới Hiệp định Simla và tuyên bố rằng lợi ích của các điều khoản khác trong hiệp định này không dành cho Trung Quốc chừng nào họ vẫn nằm ngoài phạm vi hiệu lực. Quan điểm của Trung Quốc là Tây Tạng không độc lập khỏi Trung Quốc nên không thể độc lập ký kết các hiệp định, và theo các công ước Anh-Thanh (1906) và Anh-Nga (1907), bất kỳ thỏa thuận nào như vậy là bất hợp pháp nếu không được Trung Quốc tán thành.
Simla ban đầu bị Chính phủ Ấn Độ bác bỏ do không tương thích với Công ước Anh-Nga năm 1907. Tuy nhiên, công ước này bị Nga và Anh cùng từ bỏ vào năm 1921. Tuy nhiên, do quyền uy của Trung Quốc tại Tây Tạng tan vỡ, đường này không gặp thách thức nghiêm trọng do Tây Tạng đã ký kết, do đó nó bị lãng quên đến mức không bản đồ mới nào được phát hành cho đến năm 1935, khi công vụ viên Olaf Caroe kêu gọi chú ý đến vấn đề. Cục đo đạc địa hình Ấn Độ phát hành một bản đồ thể hiện đường McMahon là biên giới chính thức vào năm 1937. Năm 1938, người Anh cuối cùng cho phát hành hiệp định Simla với tư cách một hiệp ước song phương; năm 1938 Cục đo đạc địa hình Ấn Độ phát hành một bản đồ chi tiết thể hiện Tawang là bộ phận của Đặc khu Biên giới Đông Bắc. Năm 1944, Anh thiết lập chính quyền tại khu vực từ Dirang Dzong tại phía tây đến Walong tại phía đông. Tuy nhiên, Tây Tạng thay đổi lập trường về đường McMahon vào cuối năm 1947 khi chính phủ Tây Tạng viết một công hàm cho Bộ trưởng Ngoại vụ Ấn Độ đặt yêu sách với (Tawang) phía nam đường McMahon. Tình hình tiến triển hơn nữa khi Ấn Độ độc lập và nước Cộng hòa Nhân dân Trung Hoa thành lập vào năm 1949. Đến tháng 11 năm 1950, khi Trung Quốc sẵn sàng tiếp quản Tây Tạng, Ấn Độ đơn phương tuyên bố rằng đường McMahon là biên giới—và đến năm 1951 buộc tàn dư cuối cùng của chính quyền Tây Tạng ra khỏi khu vực Tawang. Trung Quốc chưa từng công nhận đường McMahon, và yêu sách Tawang nhân danh người Tạng. Đạt Lai Lạt Ma thứ 14 vào năm 2003 nói rằng Tawang "thực tế là bộ phận của chính quyền Tây Tạng" trước Điều ước Simla. Theo lời Đạt Lai Lạt Ma, "Năm 1962 trong Chiến tranh Ấn-Trung, Quân Giải phóng Nhân dân Trung Quốc đã chiếm đóng toàn bộ các khu vực này (Arunachal Pradesh) song họ tuyên bố đơn phương đình chiến và triệt thoái, chấp thuận biên giới quốc tế hiện tại".

### Chiến tranh Trung-Ấn
Đặc khu biên giới Đông Bắc được thành lập vào năm 1955. Vấn đề yên lặng trong gần một thập niên trong giai đoạn quan hệ Trung-Ấn thân mật, song sau đó lại nổi lên thành một nguyên nhân chính gây ra Chiến tranh Trung-Ấn năm 1962. Nguyên nhân leo thang đến chiến tranh vẫn là điều tranh luận theo tài liệu của hai bên. Trong chiến tranh năm 1962, Trung Quốc chiếm đóng hầu hết khu vực Arunachal Pradesh. Tuy nhiên, Trung Quốc nhanh chóng tuyên bố thắng lợi, và tự nguyện triệt thoái về sau đường McMahon và trao trả các tù binh chiến tranh Ấn Độ vào năm 1963. Chiến tranh dẫn đến kết thúc trao đổi mậu dịch với Tây Tạng, dù vào năm 2007 chính phủ bang thể hiện các chỉ dấu khôi phục trao đổi mậu dịch với Tây Tạng.

### Tên gọi hiện tại
Đặc khu biên giới Tây Bắc được đổi tên thành Arunachal Pradesh vào ngày 20 tháng 1 năm 1972 và trở thành một lãnh thổ liên bang. Arunachal Pradesh trở thành một bang vào ngày 20 tháng 2 năm 1987.
Gần đây, Arunachal Pradesh phải đối diện với một số tổ chức nổi loạn, đáng chú ý là Hội đồng Xã hội chủ nghĩa Dân tộc Nagaland (NSCN), nhóm này được cho là có các trại căn cứ tại huyện Changlang và Tirap. Có những tường thuật không thường xuyên về các tổ chức này quấy nhiễu nhân dân địa phương và tống tiền bảo kê.
Đặc biệt là dọc biên giới với Tây Tạng, quân đội Ấn Độ có hiện diện đáng kể do lo ngại về ý định của Trung Quốc trong khu vực. Cần phải có giấy phép đặc biệt để vào Arunachal Pradesh thông qua bất kỳ trạm kiểm soát nào trên biên giới với Assam.

## Địa lý

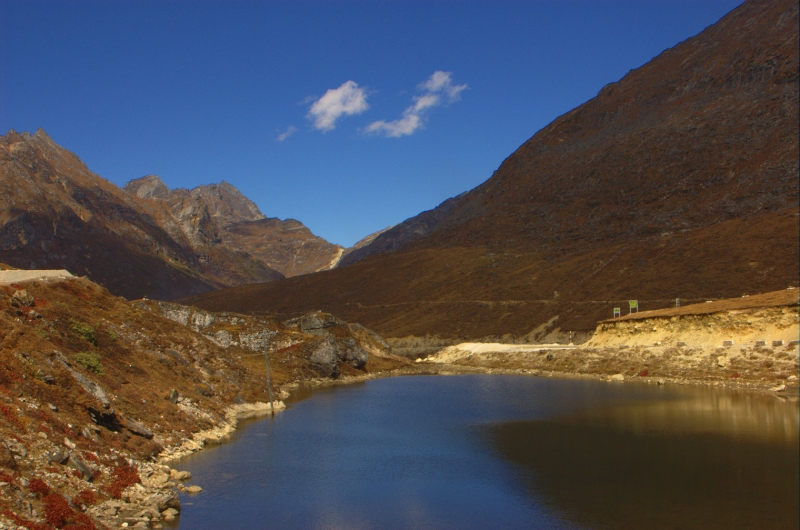
Một hồ trên đèo Sela trên đường đến Tawang thuộc huyện Tây Kameng của Arunachal Pradesh.

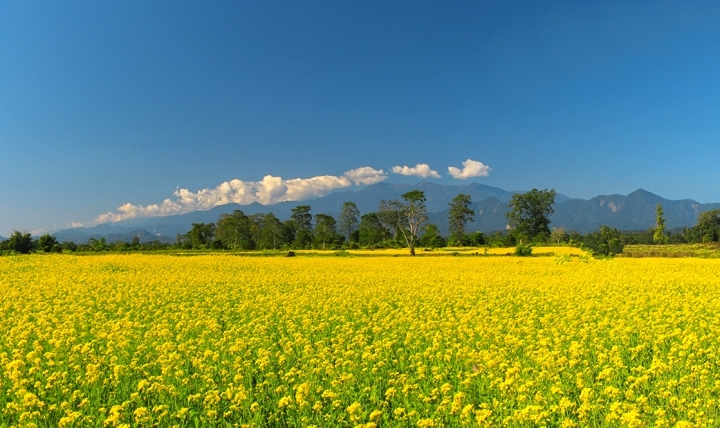
Quang cảnh từ Bhalukpong, một đô thị nhỏ tại sườn nam của Himalaya.

Arunachal Pradesh nằm giữa 26,28° B và 29,30° B và 91,20° Đ và 97,30° Đ, diện tích là 83.743 km². Hầu hết Arunachal Pradesh thuộc dãy Himalaya. Tuy nhiên, có các bộ phận của các huyện Lohit, Changlang và Tirap thuộc vùng đồi Patkai. Kangto, Nyegi Kangsang, và đỉnh chính Gorichen và đỉnh Đông Gorichen là một số đỉnh cao nhất trong khu vực này của dãy Himalaya. Đất hầu hết là núi non và dãy Himalaya chạy từ bắc xuống nam. Chúng phân bang này thành năm thung lũng sông: Kameng, Subansiri, Siang, Lohit và Tirap. Toàn bộ chúng đều được cấp nước từ tuyết trên dãy Himalaya cùng vô số sông suối nhỏ. Sông hùng vĩ nhất là Siang, được gọi là Tsangpo tại Tây Tạng, và nó trở thành Brahmaputra sau khi hợp lưu với Dibang và Lohit tại vùng đồng bằng của Assam.
Dãy Himalaya kéo dài đến miền đông Arunachal, tách biệt bang này với Tây Tạng. Dãy núi kéo dài đến bang Nagaland, và tạo thành một đoạn biên giới giữa Ấn Độ và Myanmar tại các huyện Changlang và Tirap, đóng vai trò chướng ngại tự nhiên mang tên Patkai Bum Hills. Chúng là các dãy núi thấp so với Đại Himalaya.

### Khí hậu
Khí hậu Arunachal Pradesh thay đổi theo độ cao. Các khu vực có độ cao rất lớn tại Thượng Himalaya gần biên giới Tây Tạng có khí hậu núi cao và lãnh nguyên. Bên dưới Thượng Himalaya là Trung Himalaya, tại đây có khí hậu ôn hòa. Các khu vực tại Hạ Himalaya và gần mực nước biển thường có khí hậu ẩm, cận nhiệt đới với mùa hè nóng và mùa đông ôn hòa.
Arunachal Pradesh có lượng mưa lớn là 2.000 đến 4.100 milimét (79 đến 161 in) mỗi năm, hầu hết là từ tháng 5 đến tháng 9. Các sườn núi và đồi được bao phủ bằng các khu rừng núi cao, ôn hòa và cận nhiệt đới với các loài cây như đỗ quyên, sồi, thông, phong, lãnh sam, bách xù; sala và tếch là các loài có giá trị kinh tế chính.

### Đa dạng sinh học
Trên phương diện địa lý sinh vật học, bang nằm trong phạm vi Đông Himalaya, phạm vi có tính địa lý sinh vật học cao nhất trong đới Himalaya, cũng được phân loại là điểm nóng đa dạng sinh học. Arunachal Pradesh có các khu rừng đa dạng và đời sống hoang dã ưu tú. Nó có 5000 loài thực vât, 85 loài thú trên cạn, trên 500 loài chim và một lượng lớn các loài bướm, côn trùng và bò sát. Tại những nơi có độ cao thấp nhất, chủ yếu là khu vực biên giới của Arunachal Pradesh với Assam, là rừng bán thường xanh thung lũng Brahmaputra. Hầu hết bang, bao gồm vùng chân núi Himalaya và vùng đồi Patkai, có các khu rừng lá rộng Đông Himalaya. Hướng về biên giới phía bắc với Tây Tạng, do độ cao tăng lên, có sự hỗn hợp giữa rừng tùng bách cận núi cao Đông và Đông Bắc, tiếp đến là cây bụi và đồng cỏ núi cao Đông Himalaya, cuối cùng là đá và băng trên các đỉnh cao nhất. Tại bang có một số lượng lớn thực vật thảo dược, và trong thung lũng Ziro của huyện Hạ Subansiri có 158 thực vật thảo dược được cư dân địa phương sử dụng.

## Huyện

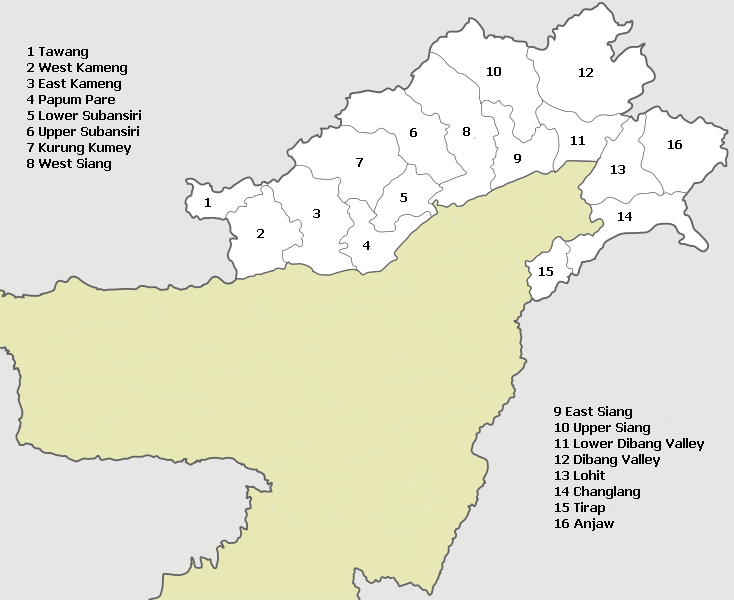
Bản đồ các huyện của Arunachal Pradesh

Arunachal Pradesh được phân thành 23 huyện, mỗi huyện do một quản trị viên quản lý:
- Tawang
- Tây Kameng
- Đông Kameng
- Papum Pare
- Kurung Kumey
- Kra Daadi
- Kamle
- Hạ Subansiri
- Thượng Subansiri
- Tây
- Siang
- Hạ Siang
- Đông Siang
- Thượng Siang
- Thung lũng Thượng Dibang
- Thung lũng Hạ Dibang
- Namsai
- Lohit
- Anjaw
- Changlang
- Tirap
- Longding

## Kinh tế
| Năm  | GDP (tỷ rupee) |
| ---- | -------------- |
| 1980 | 1.070          |
| 1985 | 2.690          |
| 1990 | 5.080          |
| 1995 | 11.840         |
| 2000 | 17.830         |
| 2005 | 31.880         |
| 2010 | 65.210         |
| 2014 | 155.880        |

Tổng sản phẩm nội địa của Arunachal Pradesh ước tính đạt 706 triệu USD theo giá hiện hành vào năm 2004 và 1,75 tỷ USD theo giá hiện hành vào năm 2012. Nông nghiệp là lĩnh vực chủ yếu thúc đẩy kinh tế. Jhum là một thuật ngữ địa phương dùng để chỉ canh tác luân phiên vốn được thực hiện phổ biến trong các nhóm bộ lạc, song do gần đây thu nhập từ các nguồn khác dần tăng lên nên việc thực hiện không phổ biến như trước. Arunachal Pradesh có gần 61.000 km² rừng, và lâm nghiệp đứng thứ nhì trong kinh tế bang. Trong số các loại cây trồng có lúa gạo, ngô, kê, lúa mì, đậu, mía, gừng, và hạt có dầu. Arunachal cũng là nơi lý tưởng cho nghề làm vườn và cây ăn quả. Các ngành công nghiệp chính tại đây là nhà máy gạo, bảo quản và chế biến quả, và thủ công mỹ nghệ thổ cẩm. Mua bán máy cưa cỡ lớn và gỗ dán bị cấm chỉ theo luật.
Arunachal Pradesh chiếm một tỷ lệ lớn trong tiềm năng thủy điện chưa được khai thác tại Ấn Độ. Năm 2008, chính phủ Arunachal Pradesh ký một số biên bản ghi nhớ với một số công ty khác nhau lập kế hoạch khoảng 42 công trình thủy điện sẽ phát 27.000 MW điện năng. Dự án Thủy điện Upper Siang được dự kiến sẽ phát từ 10.000 đến 12.000 MW điện năng, được bắt đầu vào tháng 4 năm 2009.

## Nhân khẩu
Bản mẫu:IndiaCensusPop

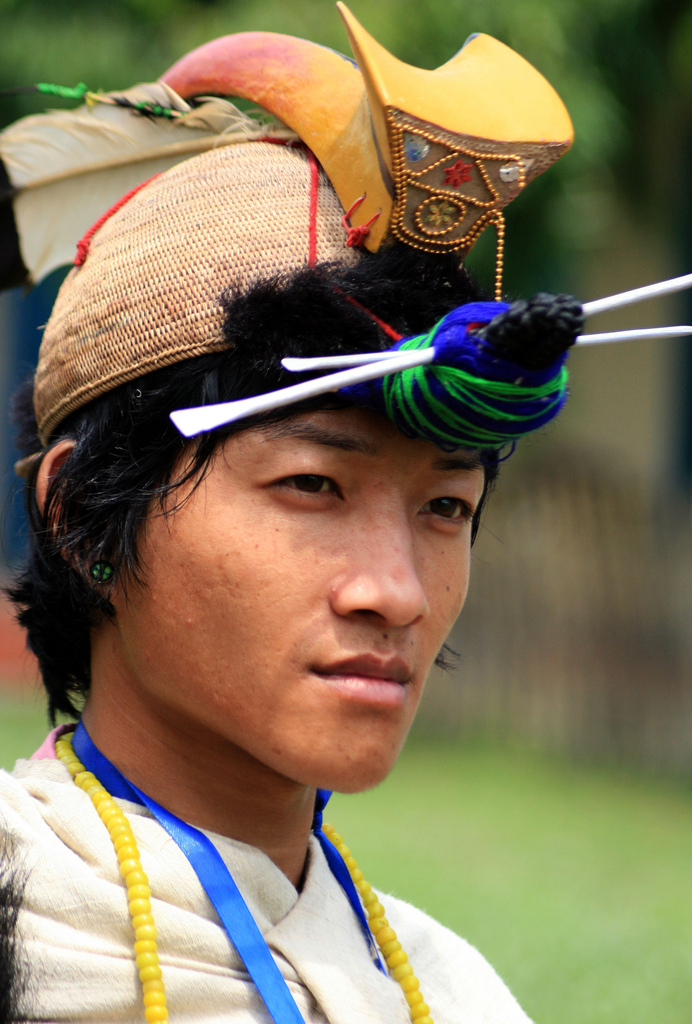
Nam giới người Nishi trong trang phục truyền thống

Arunachal Pradesh có thể phân tạm thời thành một tập hợp các môi trường văn hóa khá riêng biệt, dựa trên đặc tính, ngôn ngữ, tôn giáo và văn hóa vật thể: Khu vực Tây Tạng giáp với Bhutan về phía tây, khu vực Tani tại miền trung của bang, và khu vực Mishmi về phía đông của khu vực Tani, khu vực Thái/Cảnh Pha/Tangsa giáp với Myanmar, và khu vực "Naga" tại phương nam, cũng giáp với Myanmar. Giữa các môi trường có các đới chuyển tiếp, như khu vực Aka/Hruso/Miji/Sherdukpen tạo vùng đệm giữa các bộ lạc Phật giáo Tây Tạng và bộ lạc miền núi Tani theo thuyết vật linh. Ngoài ra, có các dân tộc cô lập rải rác tại bang, như người Sulung.
Bên trong các môi trường văn hóa này, người ta phát hiện cư dân của các bộ lạc có liên hệ nói các ngôn ngữ có liên hệ và có truyền thống tương tự. Tại khu vực Tây Tạng, phát hiện lượng lớn người thuộc bộ lạc Monpa, với một số á tộc nói các ngôn ngữ thân cận song khó hiểu lẫn nhau, và cũng có lượng lớn người Tây Tạng tị nạn. Trong khu vực Tani, các bộ lạc lớn gồm Nyishi, Apatani. Tại miền trung, phát hiện người Adi với nhiều á tộc như Padam, Pasi, Minyong và Bokar. Người Milang nằm trong môi trường "Adi", song khá khác biệt. Về phía đông, Idu, Miju và Digaru hình thành khu vực văn hóa-ngôn ngữ "Mishmi", có thể hình thành một nhóm lịch sử rõ ràng hoặc không.
Về phía đông nam, người Khamti thuộc nhóm Thái khác biệt về ngôn ngữ so với các láng giềng của họ và khác biệt về văn hóa với phần lớn các bộ lạc khác trong bang, họ theo phái Phật giáo Nam Tông. Họ cũng thể hiện hội tụ đáng kể với các bộ lạc Singpho và Tangsa trên cùng khu vực, các dân tộc này cũng hiện diện tại Myanmar. Ngoài ra, người Nocte và Wancho thể hiện tương đồng về văn hóa và có thể là ngôn ngữ với các bộ lạc tại bang láng giềng Nagaland.
Ngoài ra, còn có lượng lớn di dân từ các khu vực khác nhau tại Ấn Độ và Bangladesh, họ không được quyền định cư vĩnh cửu theo pháp định, song trên thực tế là vô thời hạn, điều này dần thay đổi kết cấu nhân khẩu học truyền thống trong bang. Cuối cùng, những "người Nepal" (thực tế là các tộc nhân Tạng-Miến chiếm ưu thế tại nhiều khu vực tại Nepal, song không có địa vị bộ lạc tại Ấn Độ) và Chakma phân bổ tại các khu vực khác trong bang (song khó có được số liệu khả tín).

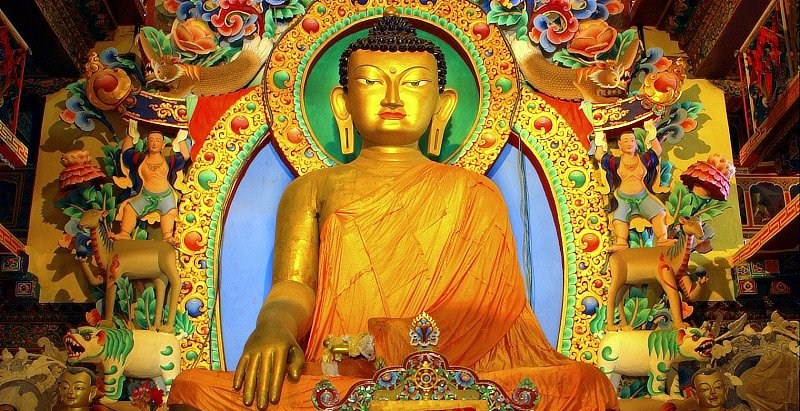
Phật giáo được 13% dân số trong bang hành đạo. Đây là một tượng Phật tại Tawang, Arunachal Pradesh.

Tỷ lệ biết chữ tăng lên theo số liệu chính thức là từ 57,74% vào năm 2001 lên 66,95% vào năm 2011. Số người biết chữ được cho là 789.943. Số nam giới biết chữ là 454.532 (73,69%) và số nữ giới biết chữ là 335.411 (59,57%).

### Tôn giáo
Tôn giáo tại bang (2011)
Một tỷ lệ chưa chắc chắn song tương đối lớn cư dân Arunachal là những người tôn thờ tự nhiên (tôn giáo bản địa), và theo các tổ chức truyền thống riêng của họ như Nyedar Namlo của người Nyishi, Rangfrah của người Tangsa & Nocte, Medar Melo của người Apatani, Kargu Gamgi của người Galo và Donyi-Polo Dere của người Adi dưới sự bảo trợ của tôn giáo bản địa Donyi-Polo. Một lượng nhỏ cư dân Arunachal theo truyền thống được xác định là tín đồ Ấn Độ giáo, song số lượng đang gia tăng do các truyền thống thuyết vật linh được hợp nhất với truyền thống Ấn Độ giáo. Phật giáo Tây Tạng chiếm ưu thế tại các huyện Tawang, West Kameng, và các khu vực cô lập lân cận Tây Tạng. Phật giáo Nam Tông được các nhóm sống gần biên giới Myanmar hành lễ. Khoảng 30% cư dân theo tín ngưỡng Cơ Đốc.
Theo Điều tra nhân khẩu Ấn Độ 2011, tôn giáo tại Arunachal Pradesh phân thành:
- Cơ Đốc giáo: 418.732 (30,26%)
- Ấn Độ giáo: 401.876 (29,04%)
- Khác (hầu hết là Donyi-Polo): 362.553 (26,2%)
- Phật giáo: 162.815 (11,76%)
- Hòi giáo: 27.045 (1,9%)
- Sikh: 1.865 (0,1%)
- Jain: 216 (<0.1%)

Theo điều tra nhân khẩu năm 2001, trong số 705.158 cư dân bộ lạc tại Arunachal, 333.102 người theo thuyết vật linh (47,24%), 186.617 theo Cơ Đốc giáo (26,46%), 92.577 theo Ấn Độ giáo (13,13%), và 82.634 theo Phật giáo (11,72%).
Trong số 101 bộ lạc được công nhận, 37 bộ lạc có đa số thành viên theo thuyết vật linh (như Nyishi, Adi Gallong, Tagin, Adi Minyong, Adi, Apatani), 23 bộ lạc có đa số thành viên theo Cơ Đốc giáo (như Wancho, Mossang Tangsa, Bori, Yobin), 15 bộ lạc có đa số thành viên theo Ấn Độ giáo (Mishmi, Mishing/Miri, Deori, Aka, Longchang Tangsa.) và 17 bộ lạc có đa số thành viên theo Phật giáo (Monpa, Khampti, Tawang Monpa, Momba, Singpho, Sherdukpen.). Tám bộ lạc còn lại có đa đức tin, tức là không có tôn giáo chiếm ưu thế (như Nocte, Tangsa, Naga.).

### Ngôn ngữ
Ngôn ngữ tại Arunachal Pradesh năm 2001
Arunachal Pradesh hiện nay nằm trong các khu vực dồi dào và đa dạng nhất trên phương diện ngôn ngữ tại châu Á, là nơi có ít nhất 30 và có thể lên đến 50 ngôn ngữ riêng biệt, cộng thêm vô số phương ngôn và bán phương ngôn từ đó. Ranh giới giữa các ngôn ngữ thường tương quan với phân chia bộ lạc, chẳng hạn Apatani và Nyishi khác biệt trên phương diện bộ lạc và ngôn ngữ. Tuy nhiên, thay đổi trong nhận thức và liên kết bộ lạc qua thời gian cũng làm xuất hiện một số trường hợp phức tạp nhất định, như Galo dường như luôn tách biệt về ngôn ngữ với Adi, trong khi liên kết bộ lạc trước đó giữa Galo và Adi ("Adi Gallong") gần đây mới bị giải thể về cơ bản.
Đại đa số ngôn ngữ bản địa tại Arunachal Pradesh hiện nay thuộc ngữ tộc Tạng-Miến. Đa số chúng thuộc về nhánh Abo-Tani trong ngữ tộc này. Hầu như toàn bộ nhóm ngôn ngữ Tani là bản địa tại miền trung Arunachal Pradesh, bao gồm (từ tây sang đông) nói tiếng Tani, Nyishi, Apatani, Tagin, Galo, Bokar, Adi, Padam, Pasi, và Minyong. Hầu hết các ngôn ngữ Tani hiểu lẫn nhau với ít nhất một ngôn ngữ Tani khác, có nghĩa là khu vực hình thành một chuỗi phương ngôn, như từng thấy tại phần lớn châu Âu; chỉ có Apatani và Milang tương đối bất thường trong phạm vi Tani. Các ngôn ngữ Tani nằm trong nhóm được nghiên cứu tốt hơn trong khu vực.
Về phía đông của khu vực Tani là ba ngôn ngữ hầu như chưa được mô tả và gặp nguy hiểm cao độ của nhóm "Mishmi" thuộc ngữ tộc Tạng-Miến: Idu, Digaru và Miju. Một số người tại Tây Tạng cũng nói ba ngôn ngữ này. Mối quan hệ của ba ngôn ngữ này, cả về giữa chúng và với các nhóm khác, là điều chưa chắc chắn. Xa hơn về phía nam là ngôn ngữ Singpho (Kachin), một lượng cư dân lớn tại Myanmar cũng nói ngôn ngữ này; cùng với các ngôn ngữ Nocte và Wancho, chúng có nguồn gốc nhất định với các ngôn ngữ Naga nói tại Nagaland hiện nay.
Về phía tây và phía bắc của khu vực Tani có ít nhất một và có thể đến bốn ngôn ngữ Bodic, gồm Dakpa và Tshangla; trong Ấn Độ hiện nay, các ngôn ngữ này được cho là cùng gốc, nhưng thường được gán lần lượt cho người Monpa và Memba. Hầu hết người nói các ngôn ngữ này hoặc các ngôn ngữ Bodic có liên hệ mật thiết được tìm thấy tại Bhutan và Tây Tạng láng giềng, và cư dân Monpa và Memba duy trì cư trú sát các khu vực biên giới này.
Giữa các khu vực Bodic và Tani là một số lượng lớn các ngôn ngữ gần như chưa được mô tả và phân loại hoàn chỉnh, song được suy đoán thuộc ngữ tộc Tạng-Miến, trong số đó có Sherdukpen, Bugun, Aka/Hruso, Koro, Miji, Bangru và Puroik/Sulung. Tầm quan trọng cao độ về phương diện ngôn ngữ của chúng ngược với số lượng tài liệu và mô tả cực kỳ ít về chúng, dù chúng gặp nguy hiểm cao độ.
Cuối cùng, ngoài các ngôn ngữ Bodic và Tani là một số ngôn ngữ di cư, phần lớn người nói chúng là các di dân và nhân viên chính phủ trung ương phục vụ tại bang trong các cơ quan và tổ chức khác nhau. Họ được phân loại là phi bộ lạc theo các điều khoản trong Hiến pháp Ấn Độ.
Ngoài ngữ tộc Tạng-Miến, tại Arunachal Pradesh có một đại biểu duy nhất của nhóm ngôn ngữ Thái, người nói là các bộ lạc như Khampti và Singpho và nó liên kết mật thiết với tiếng Shan tại Myanmar. Có vẻ là người Khampti mới di cư đến Arunachal Pradesh từ khoảng 18 và/hoặc đầu thế kỷ 19 từ miền bắc Myanmar. Các ngôn ngữ thuộc ngữ hệ Ấn-Âu như tiếng Assam, tiếng Bengal, tiếng Anh, tiếng Nepal và đặc biệt là Hindi đang xâm nhập mạnh tại Arunachal Pradesh. Nguyên nhân chủ yếu là do hệ thống giáo dục tiểu học, vì người giảng dạy thường là các giáo viên di cư nói tiếng Hindi từ Bihar và các bộ phận khác nói tiếng Hindi tại miền bắc Ấn Đọ— một lượng lớn đang tăng lên trong cư dân địa phương hiện nói một dạng nửa bồi của tiếng Hindi làm ngôn ngữ mẹ đẻ. Mặc dù vậy, có thể là do đa dạng ngôn ngữ trong khu vực, tiếng Anh là ngôn ngữ chính thức duy nhất được công nhận tại bang.
Số người nói các ngôn ngữ lớn trong bang theo điều tra nhân khẩu năm 2001 là Nyishi (208.337), Adi (193.379), Bengal (97.149), Nepal (94.919), Hindi (81.186), Monpa (55.428), Assam (51.551), Wancho (48.544), Tangsa (34.231), Mishmi (33.522), Mishing (33.381), Nocte (32.591), và các ngôn ngữ khác (64.711).

## Giao thông
Sân bay Itanagar phục vụ Itanagar được lên kế hoạch xây dựng tại Holongi với chi phí 6,50 tỷ rupee. Bang hiện có sân bay Daporijo, sân bay Ziro, sân bay Along, sân bay Tezu và sân bay Pasighat song chúng nhỏ và hiện không hoạt động. Chính phủ đề xuất đưa các sân bay này vào hoạt động. Trước khi bang có liên kết bằng đường bộ, các đường băng này nguyên được sử dụng để chuyên chở thực phẩm.

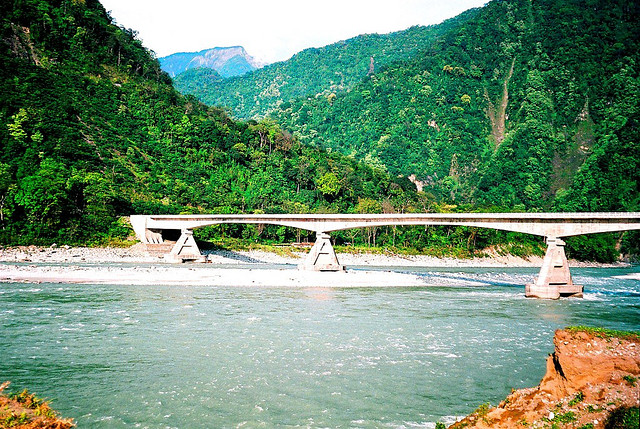
Đường Tinsukia đến Parashuram Kund tại Arunachal Pradesh

Arunachal Pradesh có hai xa lộ: Quốc lộ 52 dài 336 km hoàn thành vào năm 1998, liên kết Jonai và Dirak, và một xa lộ khác liên kết Tezpur tại Assam với Tawang.
Đến năm 2007, tất cả làng đều có liên kết đường bộ nhờ tài trợ của chính phủ trung ương. Toàn bộ các đô thị nhỏ có trạm xe buýt riêng và dịch vụ buýt hàng ngày khả dụng. Toàn bộ địa điểm được liên kết đến Assam, giúp nâng cao hoạt động mậu dịch. Một quốc lộ mới được xây dựng theo đường Stillwell Ledo, liên kết Ledo tại Assam đến Jairampur tại Arunachal.
Năm 2014, hai xa lộ lớn được đề xuất xây dựng trong bang: Xa lộ hành lang công nghiệp Đông-Tây tại chân đồi thấp của bang và Xa lộ biên giới Arunachal Pradesh dài 2,000 kilômét-long (1,243 mi) Mago-Thingbu đến Vijaynagar dọc theo đường McMahon,
Arunachal Pradesh có tuyến đường sắt đầu tiên vào cuối năm 2013 khi khánh thành tuyến từ Harmuti trên tuyến chính Rangpara North-Murkongselak đến Naharlagun thuộc Arunachal Pradesh. Xây dựng 33 km đường sắt khổ rộng 1.676 mm (5 ft 6 in) được hoàn thành vào năm 2012. Thủ phủ bang Itanagar được đưa vào bản đồ đường sắt Ấn Độ vào ngày 12 tháng 4 năm 2014 qua tuyến Harmuti-Naharlagun dài 20 km mới xây dựng, khi một tuyến từ Dekargaon tại Assam đến ga Naharlagun, cách trung tâm Itanagar 10 km, tổng khoảng cách 181 km. Ngày 20 tháng 2 năm 2015, đoàn tàu đầu tiên chạy từ New Delhi đến Naharlagun được Thủ tướng Narendra Modi gắn cờ tại thủ đô. Ấn Độ có kế hoạch kéo dài đường sắt đến Tawang, gần biên giới với Trung Quốc.

## Giáo dục

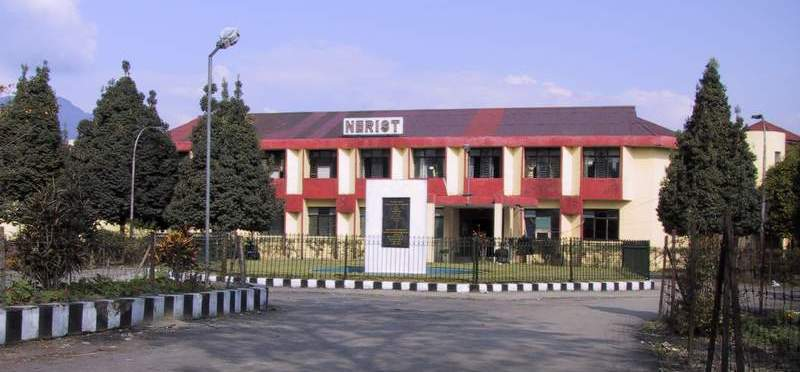
NERIST academic block

Chính phủ bang đang mở rộng hệ thống giáo dục tương đối kém phát triển với trợ giúp của các tổ chức phi chính phủ như Vivekananda Kendra, dẫn đến cải thiện rõ rệt tỷ lệ biết chữ của bang. Các đại học lớn là Dại học Rajiv Gandhi (trước gọi là Đại học Arunachal), Đại học Kỹ thuật và Y khoa Indira Gandhi và Đại học Himalaya, cùng với chín trường cao đẳng trực thuộc chính phủ và bốn trường cao đẳng tư nhân. Cao đẳng đầu tiên là Cao đẳng Jawaharlal Nehru, Pasighat, thành lập vào năm 1964. Đại học Kỹ thuật North East Frontier (NEFTU) thành lập vào năm 2014. Ngoài ra, còn có một cơ sở tương đương đại học là Học viện Khoa học và Công nghệ khu vực Đông Bắc (NERIST) cũng như Học viện Công ngệ Quốc gia, Arunachal Pradesh, thành lập vào ngày 18 tháng 8 năm 2010, nằm tại Yupia (trung tâm của Itanagar). NERIST đóng vai trò quan trọng trong giáo dục đại học về kỹ thuật và quản trị.
Cũng có các học viện đức tin như Pali Vidyapith do Phật tử điều hành. Họ dạy chữ Pali và Khamti cộng thêm các môn học giáo dục điển hình. Khamtu là bộ lạc duy nhất tại Arunachal Pradesh có chữ viết riêng. Các thư viện thánh kinh nằm tại một số địa điểm trong huyện Lohit, lớn nhất là tại Chowkham.
Bang có hai viện bách khoa: Trường bách khoa chính phủ Rajiv Gandhi tại Itanagar được thành lập vào năm 2002 và Cao đẳng bách khoa Tomi tại Basar được thành lập vào năm 2006. Bang có một cao đẳng luật mang tên Học viện Luật Arunachal tại Itanagar. Cao đẳng Làm vườn và Lâm nghiệp là hội viên của Đại học Nông nghiệp TW, Imphal.